# Abdullah Shelbayh
Abdullah Shelbayh, né le 16 novembre 2003 à Amman, est un joueur de tennis jordanien, professionnel depuis 2022.
Il est le premier joueur de son pays à évoluer sur le circuit professionnel.

## Carrière

### Junior et universitaire
Abdullah Shelbayh s'entraîne à la Rafa Nadal Academy de Manacor à partir de 2018. Sur le circuit junior, il atteint le 27e rang mondial en juillet 2021. Il obtient ses principales victoires en double avec Daniel Rincón en s'imposant à Plovdiv et Roehampton, et en disputant la finale du tournoi de Wimbledon. Avec le Lituanien Edas Butvilas, il remporte l'Orange Bowl début décembre.
Il rejoint ensuite pendant un an l'université de Floride.

### Début de carrière professionnelle
Passé professionnel en juin 2022, il décroche le mois suivant ses deux premiers titres en Futures à Monastir, puis surprend début septembre en atteignant les demi-finales du tournoi Challenger de Majorque, en écartant notamment au premier tour la tête de série no 1, Dominic Stricker. En décembre, il s'impose à Trnava.
Début 2023, il obtient une invitation pour participer au Challenger de Manama, à Bahreïn, et parvient en finale où il est battu par Thanasi Kokkinakis. Invité dans la foulée au tournoi ATP de Doha, il est battu au premier tour par Kwon Soon-woo. Il atteint en avril le second tour du tournoi ATP de Banja Luka grâce à un succès sur Elias Ymer, ce qui constitue sa première victoire sur le circuit principal. Début octobre, il remporte le Challenger de Charleston. En fin de saison, il se qualifie pour l'Open de Moselle et écarte Hugo Gaston au premier tour, avant de s'incliner face à Lorenzo Sonego. Il est ensuite invité pour participer au Masters Next Gen à Jeddah. Il y remporte une victoire contre Alex Michelsen et perd ses deux autres matchs, face à Luca Van Assche et Hamad Medjedović.

### 2024: quelques bons résultats
Il enchaine trois quarts de finale sur le circuit secondaire : Ottignies-Louvain-La-Neuve, Nottingham et Manama. Lors du tournoi d’Ottignies-Louvain-La-Neuve, il bat notamment David Goffin en deux sets ; il perd face à Borna Ćorić. À Nottingham, il vient à bout du Français Tristan Lamasine (6-4, 4-6, 6-4) et s'incline face à Alexander Blockx. À Manama, il vient à bout de l'Italien Fabio Fognini (3-6, 7-6, 6-0), avant de perdre face à Mikhail Kukushkin.
La même année, il parvient à plusieurs reprises en demie finale lors de tournois sur le circuit challenger. Déjà à Little Rock, puis à Las Vegas (éliminant l'ex top 100 Denis Kudla). Dans les deux cas, il est sorti par un américain qui remporte les tournois : Mitchell Krueger à Little Rock et Learner Tien à Las Végas.
En 2024, il atteint huit fois des quarts de finale et deux demies finales.

## Parcours dans les Masters 1000
Parcours dans les Masters 1000
| Année | Indian Wells | Miami | Monte-Carlo | Madrid             | Rome | Canada | Cincinnati | Shanghai | Paris |
| ----- | ------------ | ----- | ----------- | ------------------ | ---- | ------ | ---------- | -------- | ----- |
| 2023  | —            | —     | —           | 1er tour P. Cachín | —    | —      | —          | —        | —     |

N.B. : sous le résultat se trouve le nom de l’ultime adversaire.

## Classements ATP en fin de saison
| Année          | 2020 | 2021 | 2022 | 2023 |
| Rang en simple | 1199 | 1074 | 524  | 185  |
| Rang en double | 1403 | 1113 | 1496 | 537  |

Source : (en) Classements de Abdullah Shelbayh sur le site officiel de la Fédération internationale de tennis